# Frankfurter Straße (Limburg an der Lahn)
Die Frankfurter Straße in Limburg an der Lahn ist eine der Haupteinfallsstraßen in die Stadt.

## Geschichte
Seit alters her verläuft eine bedeutende Handelsstraße zwischen Frankfurt am Main und Limburg. Diese frühere Reichsstraße 8 und heutige Bundesstraße 8 überquert den Taunushauptkamm und führt durch den Goldenen Grund nach Limburg. In Limburg trägt sie ab dem Ortsteil Lindenholzhausen den Namen Frankfurter Straße.
1753 erließ die kurtrierische Regierung in Ehrenbreitstein eine erste umfassende Wege- und Chaussee-Bauordnung. Darin wurden genaue Regelungen zu Breite und Bauart der künftigen Landstraßen getroffen. Entsprechend dieser Verfügung wurde die heutige Frankfurter Straße ausgebaut. Hierzu mussten die anliegenden Ortschaften Baumaterial stellen und Hand- und Gespanndienste leisten.
Entlang der Strecken wurden im Jahr 1789 Stundensteine aufgestellt. Auf diesen waren die ungefähren Fahrzeiten bis zu den Endpunkten der Strecken eingemeißelt. In Lindenholzhausen und am Ortsrand von Limburg sind zwei dieser Steine erhalten und stehen unter Denkmalschutz. Diese Steine sind in Form eines Obelisken gestaltet, der auf einem zweistufigen quadratischen Sockel steht. Im oberen Feld waren ursprünglich bronzene Tafeln mit der Straßenverordnung eingelassen.
Gemäß der Inschrift des Lindenholzhausener Steines betrug die Wegstrecke bis Frankfurt 11 und bis Koblenz 10 Stunden. Auf dem Limburger Stein sind es dann 12 Stunden bis Frankfurt und 9 nach Koblenz.

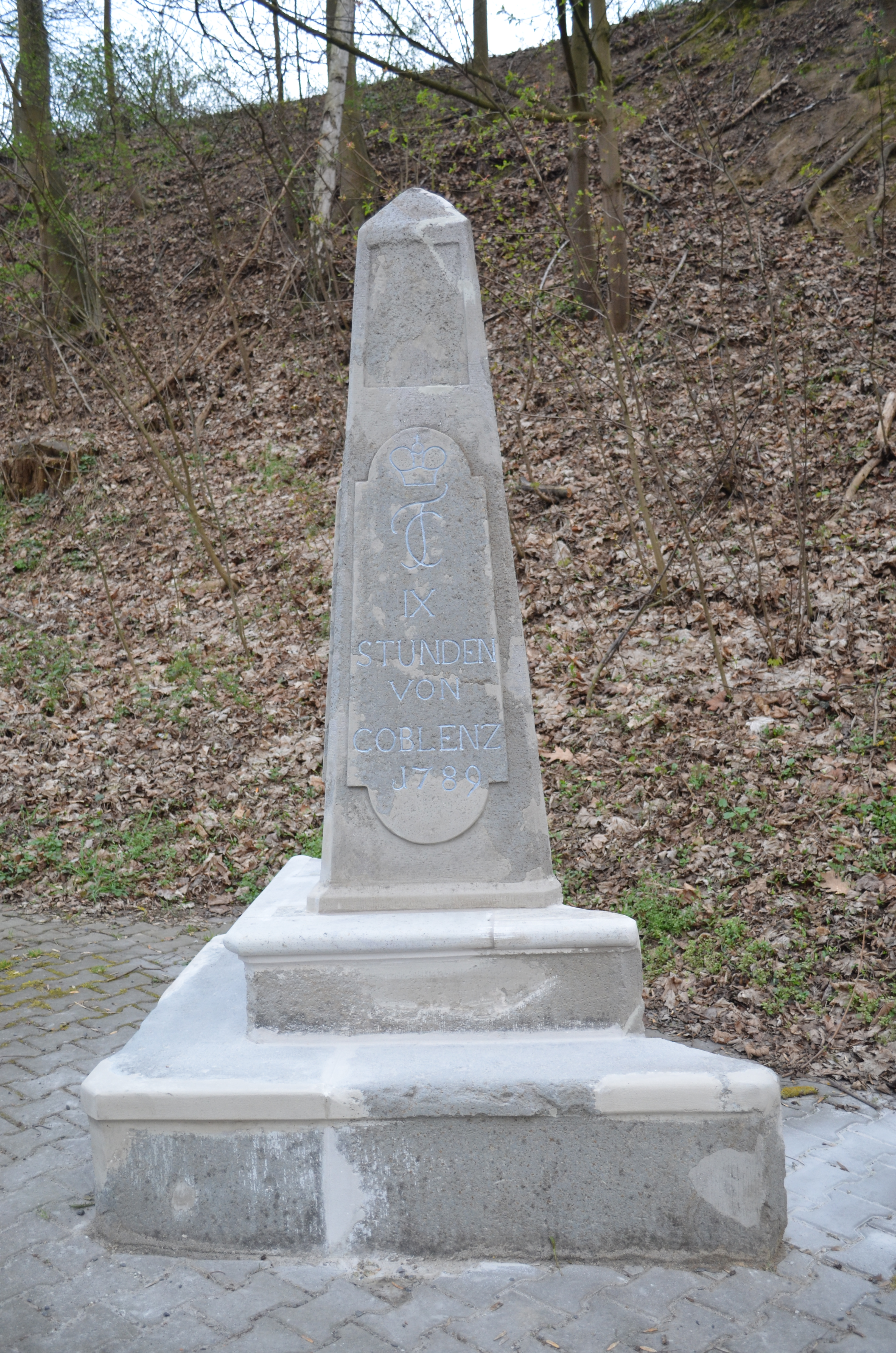
Stundenstein Limburg
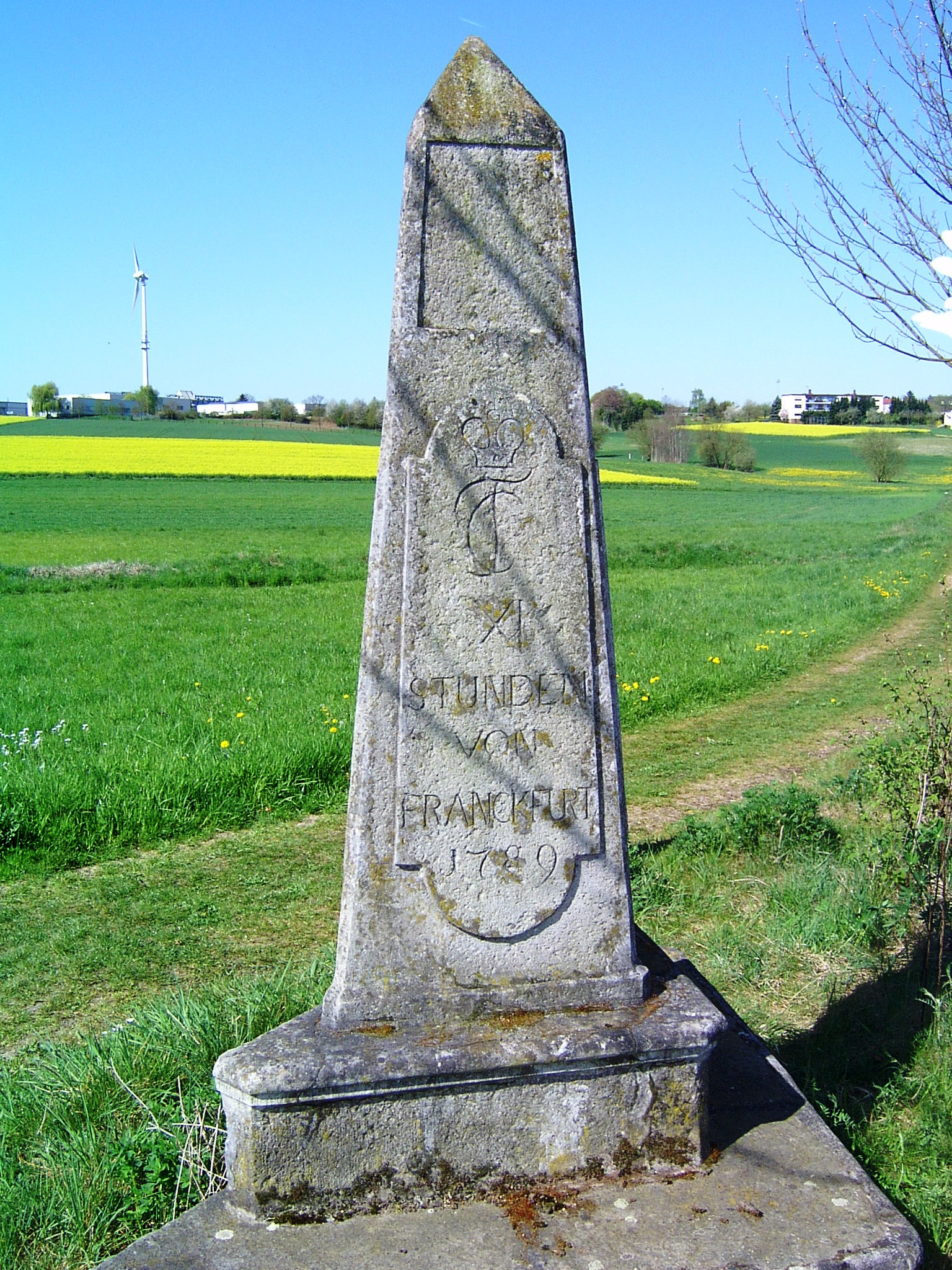
Stundenstein Lindenholzhausen

Seit etwa 2016 findet sich die Frankfurter Straße regelmäßig in der Berichterstattung des Polizeiberichts als Tatort wieder. Fast immer finden die Taten in der Dunkelheit statt.

## Verlauf in Lindenholzhausen
Ursprünglich außerhalb des Ortes angelegt, ist die Frankfurter Straße heute die Hauptdurchfahrtsstraße von Lindenholzhausen. Von Niederbrechen her kommend führt die Straße zunächst einmal an der Sportanlage des TUS Lindenholzhausen vorbei. Mittelpunkt der Ortsdurchfahrt ist die Kreuzung mit der Landesstraße L 3448. Hier befindet sich die Wendelinuskapelle (Frankfurter Straße 22). Diese, dem St. Wendelinus, dem Schutzheiligen vor Pest und Bedrängnis geweihte Kapelle stammt aus dem Jahr 1631. Sie stand ursprünglich vor dem Eingang zum Dorf. Der kleine, etwa quadratische verputzte Bruchsteinbau mit glockenförmigen Haube ist als Zeugnis bäuerlicher Frömmigkeit von ortsgeschichtlicher und städtebaulicher Bedeutung und steht daher unter Denkmalschutz.
Direkt neben der Kapelle errichtet Paulinus Simonis (1794–1867), der Gastwirkt der benachbarten „Arche“ (Wendelinusstraße 24) um 1846 das heutige Gasthaus „Goldene Krone“ (Frankfurter Straße 24). Der zeittypische Putzbau mit massivem Erdgeschoss und Fachwerkobergeschoss, fünf zu drei Fensterachsen und beidseitigem Krüppelwalmdach bildet mit der Kapelle und der „Arche“ eine ortsbildlich wirksame Gruppe und steht ebenfalls unter Denkmalschutz.

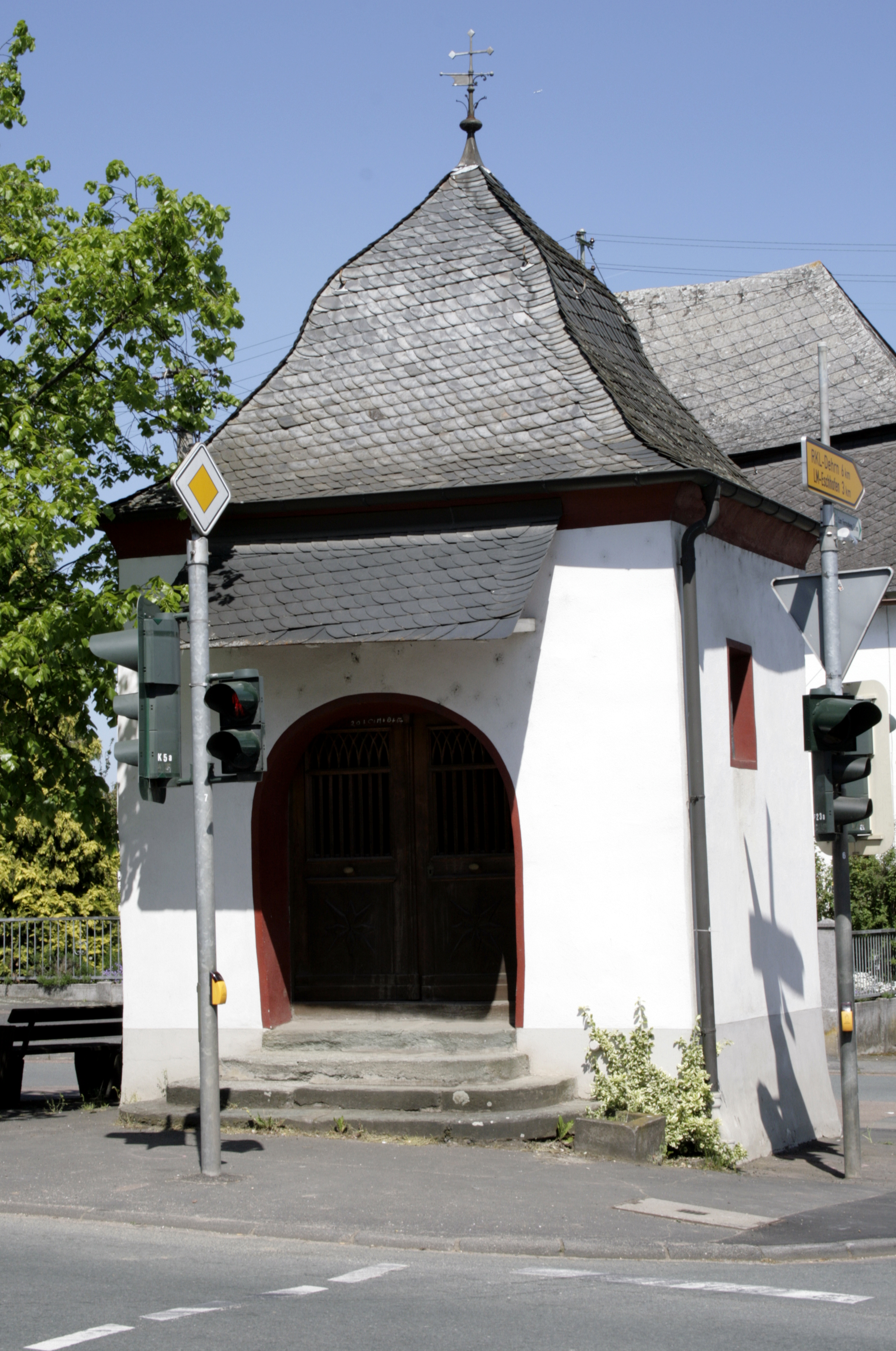
Wendelinuskapelle
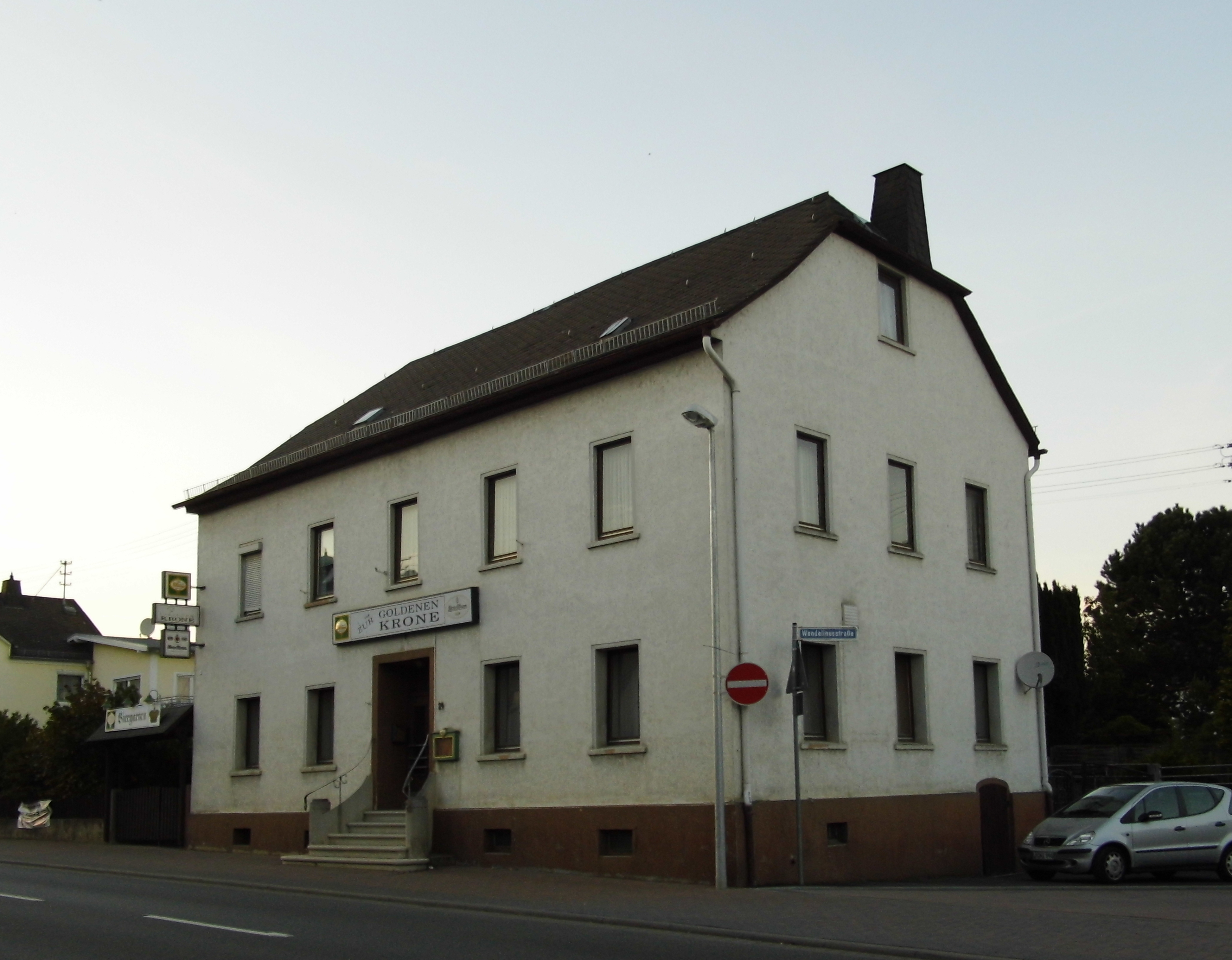
Frankfurter Straße 24
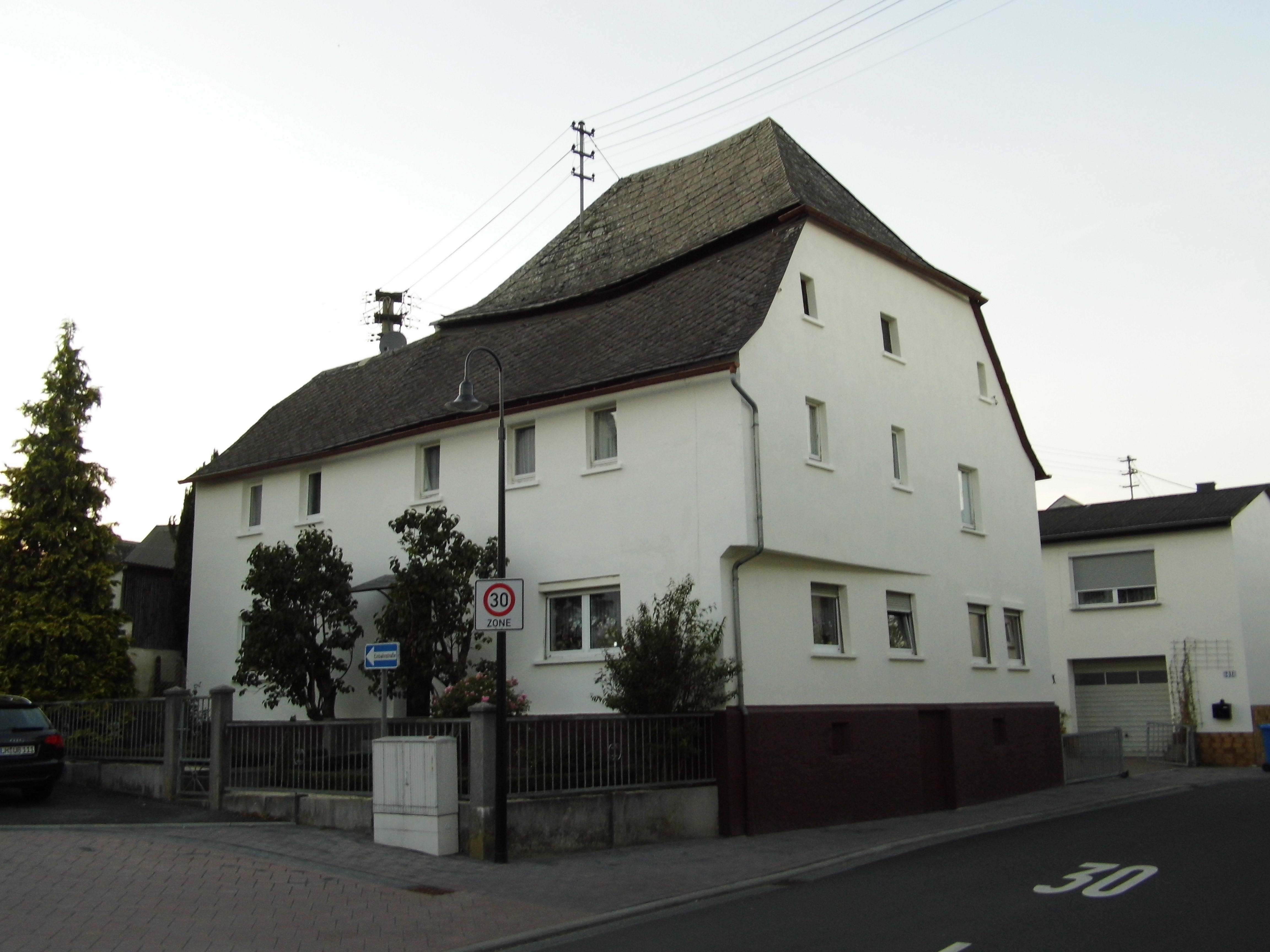
Wendelinusstraße 24

## Verlauf in Limburg

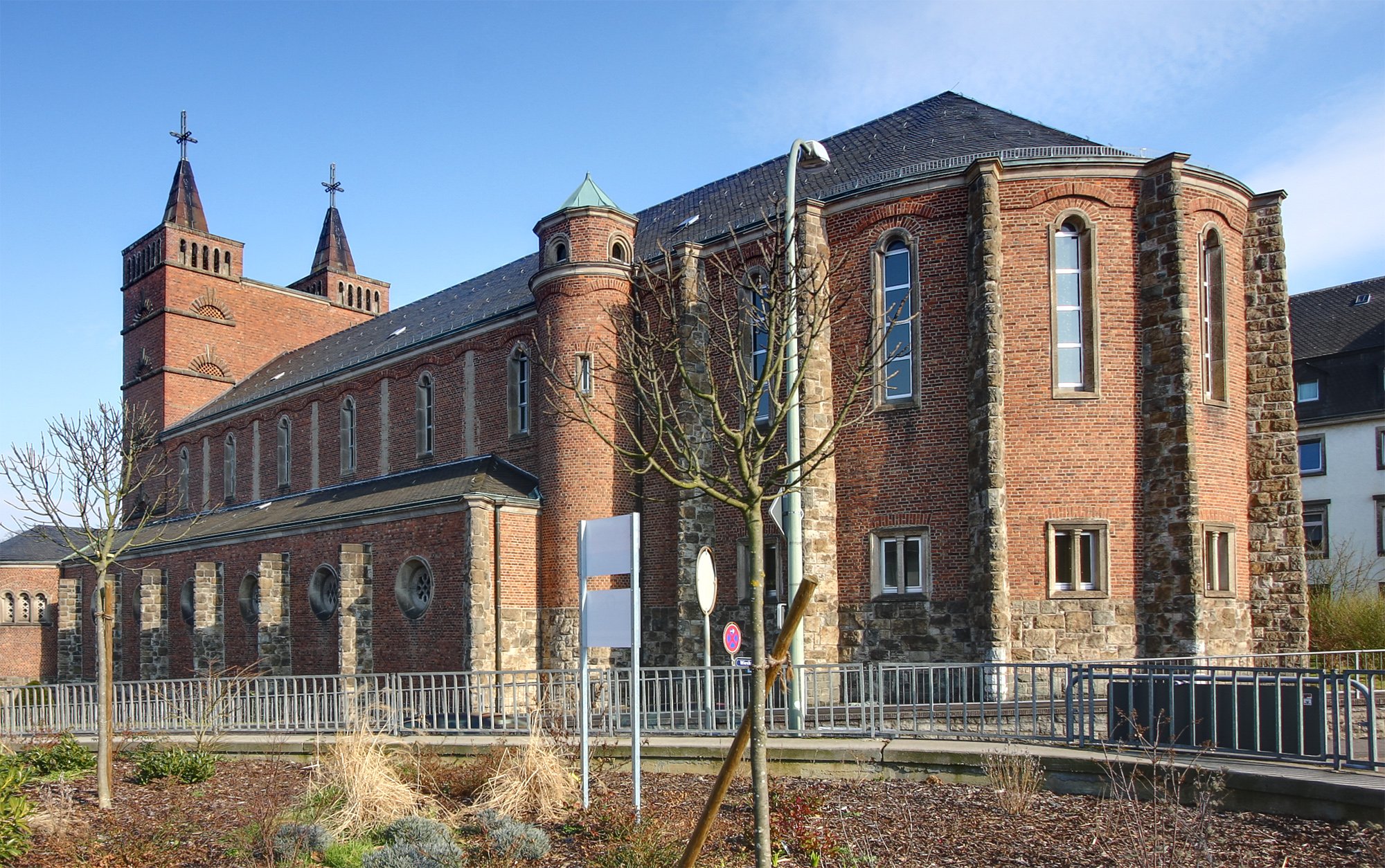
Pallottiner- und Pfarrkirche St. Marien

Zwischen Lindenholzhausen und Limburg, auf dem freien Feld, liegt der ICE-Bahnhof Limburg Süd nahe der Frankfurter Straße am Rande eines wenig bebauten Gewerbegebiets. Die Straße führt nun unter der Bundesautobahn 3 durch. Die Straßenführung folgt nun dem Tal zwischen dem Greifenberg und dem Hammerberg hinunter in das Lahntal vorbei am Limburger Stundenstein. Kurz nach dem Ortsanfang bestimmt der massive Backsteinbau der Pallottiner- und Pfarrkirche St. Marien den Blick. Die 1926/27 von Jan Hubert Pinand errichteten Klosterkirche steht genauso unter Denkmalschutz wie die umgebende Gesamtanlage Frankfurter Straße. Diese umfasst die Häuser Frankfurter Straße 59-83 (ungerade Seite), Frankfurter Straße 52-54 (gerade Seite) und Wiesbadener Straße 2-4. 1872 siedelte sich hier die Brauerei Busch an, die hier große Freiflächen für ihre ausgedehnten Brau-, Kühl- und Abfüllanlagen sowie für die Stallungen der Brauereipferde nutzte. Die Häuser der Gesamtanlage wurden im Laufe mehrerer Jahre von dem Limburger Architekten Josef Fachinger geplant und errichtet. Im weiteren Verlauf der leicht abbiegenden und ansteigenden Straße entstanden zwischen 1890 und 1920 bescheidene Ein- und Mehrfamilienhäuser in meist geschlossener Reihung. Dabei wechseln Backstein- und Putzbauten unterschiedlicher historisierender Stilhaltungen ab, zwei stattliche Doppelwohnhäuser (Hausnummern 69/71 und 77/79) wurden zwischen 1910 und 1912 in den schlichten Formen des Heimatschutzstils errichtet. Hier mündet auch die Wiesbadener Straße (Bundesstraße 417) in die Frankfurter Straße. Die Frankfurter Straße 47 war ursprünglich Eiskeller der Brauerei Busch und wurde später zu einem Speicher im Stil der norddeutschen Backsteingotik ausgebaut.

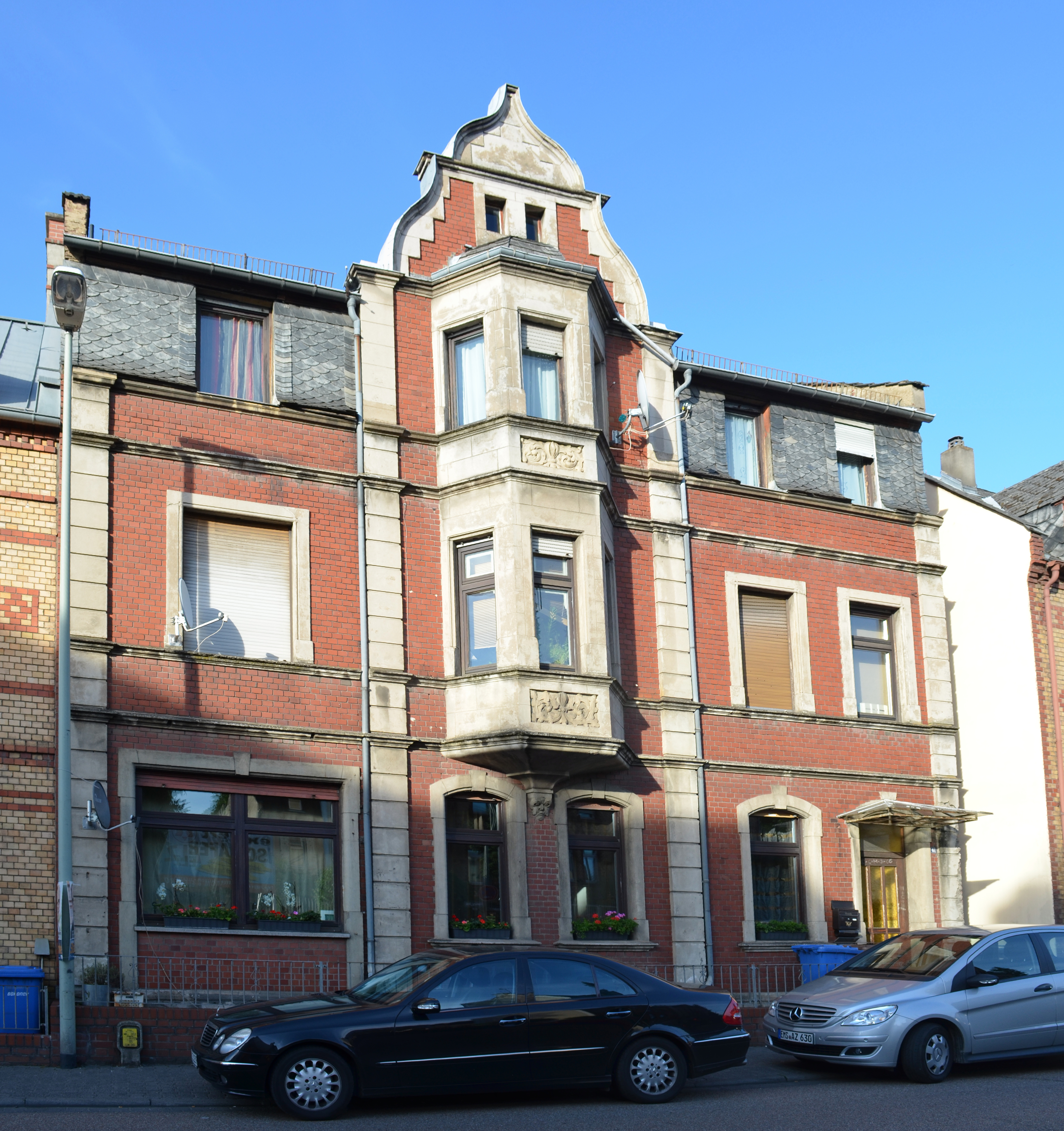
Frankfurter Straße 61
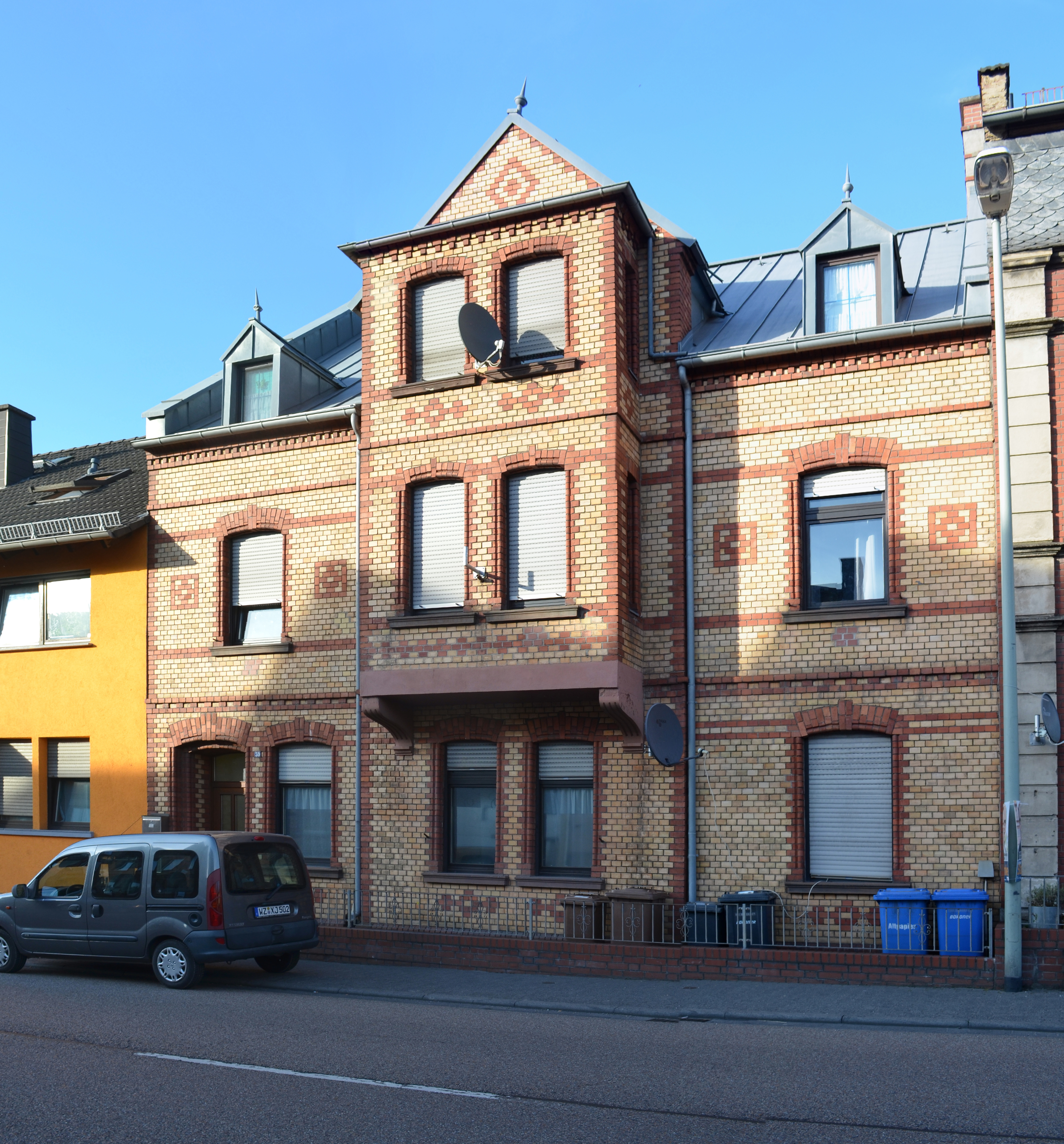
Frankfurter Straße 59
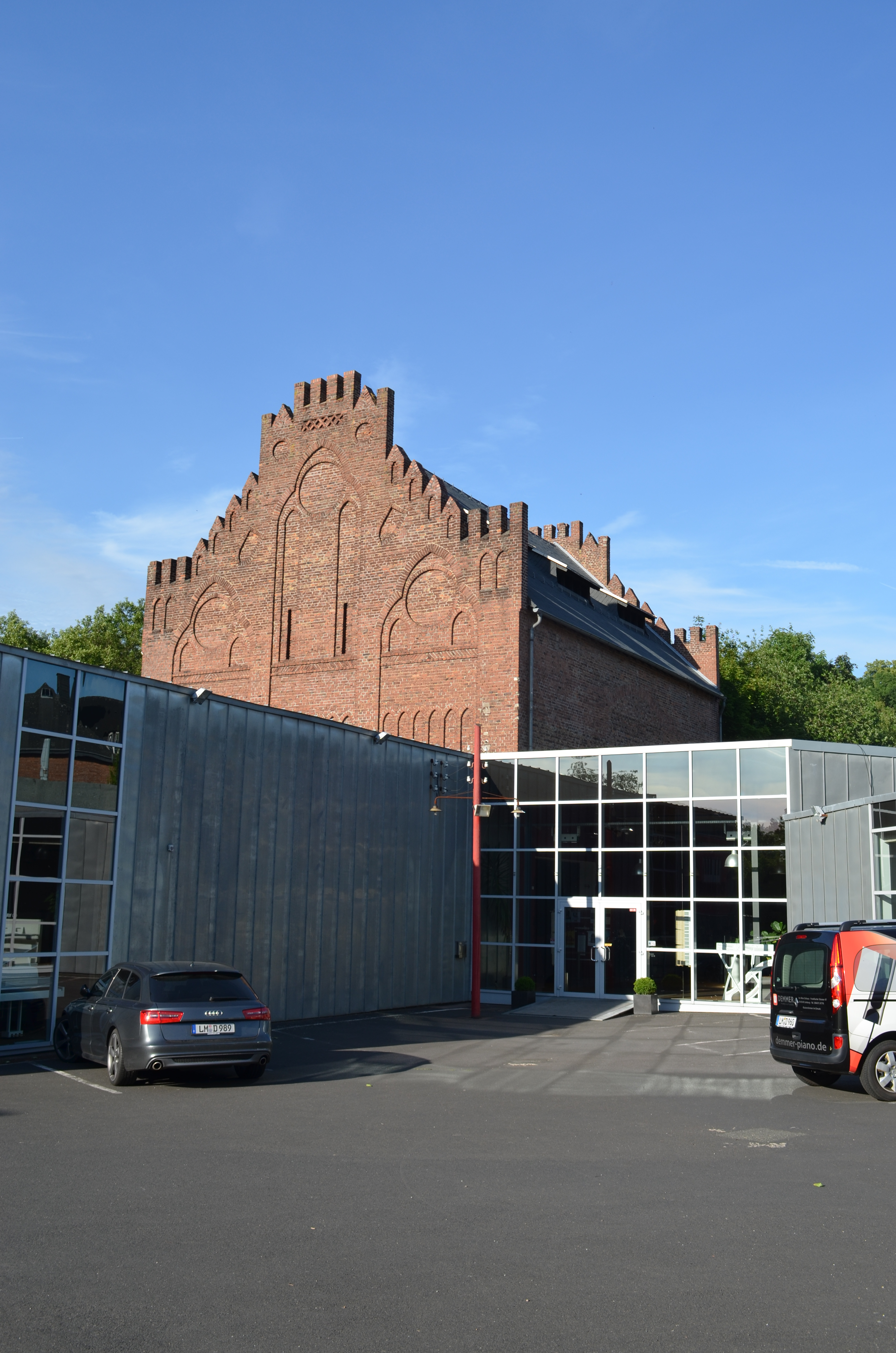
Frankfurter Straße 47
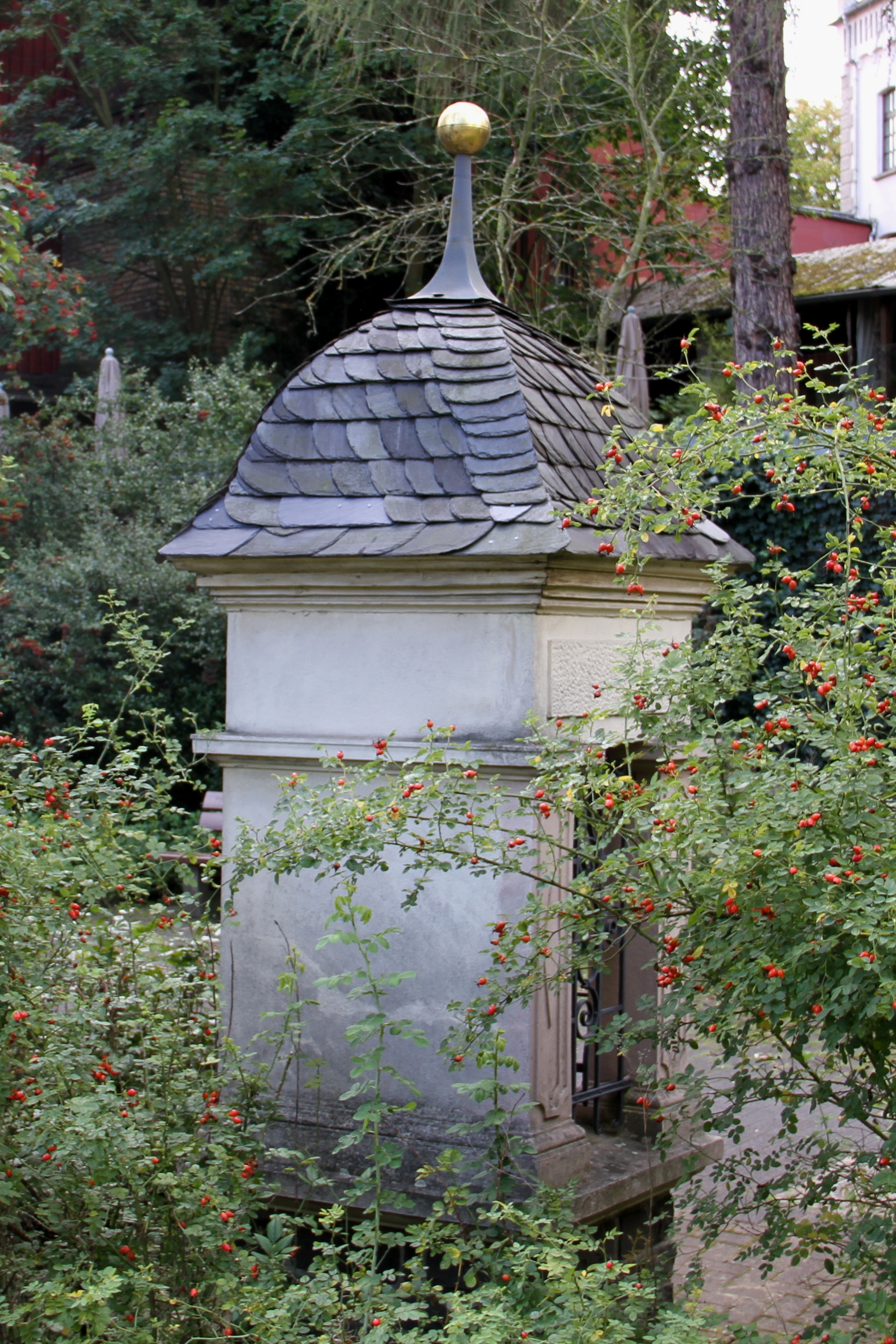
Bildstock Frankfurter Straße

Auf der gegenüberliegenden Seite befindet sich seit den 1910er Jahren ein Bildstock. Kurz danach trennen sich die Bundesstraßen 8 und 417 (die durch den Schiedetunnel weitergeführt wird) und die Frankfurter Straße. Die Frankfurter Straße selbst wird nach kurzer Zeit durch die Trasse der Lahntalbahn unterbrochen. Auf der anderen Seite führt die Straße weiter durch die Frankfurter Vorstadt bis zum Bischofsplatz. Für die Vielzahl an denkmalgeschützten Objekten hier siehe die Artikel Frankfurter Vorstadt und Gesamtanlage Altstadt und Frankfurter Vorstadt.